# Bojan Knežević (1989)
Bojan Knežević (* 13. dubna 1989) je srbský fotbalový brankář od roku 2014 působící v FC Spartak Trnava.

## Klubová kariéra
Do slovenského týmu FC Spartak Trnava přišel na jaře 2014 z třetiligového srbského klubu FK Zemun.